# سن-فردریک، کبک
سَن-فرِدِریک  (به فرانسوی: Saint-Frédéric) قصبه‌ای در منطقه شهری روبر-کلیش ناحیه شودییر-آپالاش در استان کبک کانادا است. در سرشماری سال ۲۰۱۱ این قصبه ۱٬۱۰۶ نفر جمعیت داشته‌است و مساحت آن ۷۱٫۵۸ کیلومتر مربع است.